# Gabriel Péronnet
Gabriel Péronnet (født 31. oktober 1919 i Vernet, Allier, død 13. januar 1991 i Vichy, Allier,) var en fransk radikal politiker.
I 1975 – 1977 var Gabriel Péronnet formand for Parti radical valoisien. Jean-Jacques Servan-Schreiber var formand for det radikale parti i 1971 – 1975 og igen i 1977 – 1979.

## Medlem af generalrådet
Gabriel Péronnet var medlem af generalrådet (amtsrådet) for Allier fra oktober 1952 til 1979.

## Medlem af Nationalforsamlingen
Gabriel Péronnet var medlem af Nationalforsamlingen fra1962 til 1981. I de perioder, hvor han var minister, havde han orlov fra  Nationalforsamlingen.

## Minister
Gabriel Péronnet blev udnævnt til statssekretær i maj 1974. Han var medlem af regeringen indtil 25. oktober 1976.
Fra 28. maj til 29. oktober 1974 var han kortvarigt Frankrigs tredje miljøminister.